# Хижинці (Житомирський район)
Хи́жинці— село в Україні, у Житомирському районі Житомирської області. Входить до складу Романівської селищної громади. Населення становить 375 осіб.

## Географія
У селі річка Безбантий впадає у Ібру, ліву притоку Тетерева. На південній стороні від села пролягає автошлях Н03.

## Історія
У 1906 році село Красносільської волості (Житомирський повіт) Житомирського повіту Волинської губернії. Відстань від повітового міста 69 верст, від волості 6. Дворів 113, мешканців 572.
Колишній орган місцевого самоврядування — Хижинецька сільська рада.

## Сучасний стан
В селі діють:
- Будинок культури
- ЗОШ І-ІІ ст.
- Православна церква
- СТОВ «Мрія»